# Cantón de Saint-Arnoult-en-Yvelines
El cantón de Saint-Arnoult-en-Yvelines era una división administrativa francesa, que estaba situada en el departamento de Yvelines y la región de Isla de Francia.

## Composición
El cantón estaba formado por diecisiete comunas:
- Ablis
- Allainville
- Boinville-le-Gaillard
- Bonnelles
- Bullion
- Clairefontaine-en-Yvelines
- La Celle-les-Bordes
- Longvilliers
- Orsonville
- Paray-Douaville
- Ponthévrard
- Prunay-en-Yvelines
- Rochefort-en-Yvelines
- Saint-Arnoult-en-Yvelines
- Saint-Martin-de-Bréthencourt
- Sainte-Mesme
- Sonchamp

## Supresión del cantón de Saint-Arnoult-en-Yvelines
En aplicación del Decreto nº 2014-214 de 21 de febrero de 2014, el cantón de Saint-Arnoult-en-Yvelines fue suprimido el 22 de marzo de 2015 y sus 17 comunas pasaron a formar parte del nuevo cantón de Rambouillet.